# نيكولاس روزفلت
نيكولاس روزفلت هو دبلوماسي وصحفي وسياسي أمريكي، ولد في 12 يونيو 1893، وتوفي في 1982.